# Brian Thompson (Manager)
Brian Robert Thompson (* 10. Juli 1974 in Ames, Iowa; † 4. Dezember 2024 im Mount Sinai Hospital, New York City) war ein US-amerikanischer Geschäftsmann und Manager. Er machte Karriere in der Gesundheitsbranche und stieg zum Chief Executive Officer (CEO) von UnitedHealth, der größten privaten Krankenversicherung der Vereinigten Staaten, auf. Am 4. Dezember 2024 wurde Thompson in New York City Opfer eines Attentats, das aufgrund der Umstände und des mutmaßlichen Tatmotivs für Aufsehen sorgte.

## Frühe Jahre und Ausbildung
Brian Thompson wurde 1974 in Ames, Iowa, als Sohn von Dennis und Pat Thompson (geb. Hunter) geboren. Er wuchs in der ländlichen Umgebung von Jewell Junction, Iowa, etwa 80 Kilometer nördlich von Des Moines, auf. Sein Vater arbeitete in einem Getreidesilo. Thompson besuchte die South Hamilton High School in Jewell Junction, wo er 1993 als Jahrgangsbester seinen Abschluss machte. Anschließend studierte er an der University of Iowa in Iowa City Betriebswirtschaftslehre mit Schwerpunkt Rechnungswesen. Dort zeichnete er sich erneut als Jahrgangsbester aus und erhielt 1997 seinen Bachelor-Abschluss. Während seines Studiums wurde Thompson mit dem Delta-Sigma-Pi-Stipendium für den höchsten Notendurchschnitt ausgezeichnet. Zudem ehrte ihn die Iowa Society of CPAs sowohl als herausragenden Junioren als auch als herausragenden Senioren im Bereich Rechnungswesen.
Während seines Studiums an der University of Iowa lernte Thompson auch seine spätere Ehefrau Paulette, geb. Reveiz, kennen, die ebenfalls dort studierte.

## Berufliche Laufbahn

### Anfänge bei PricewaterhouseCoopers
Thompson trat 1997 in das Wirtschaftsprüfungsunternehmen PricewaterhouseCoopers (PwC) ein. Er arbeitete dort bis zum Jahr 2004 und stieg in dieser Zeit zum Manager in der Transaktionsberatung auf. Seine Position war in der Prüfungsabteilung angesiedelt. Während seiner Beschäftigung bei PwC war Thompson als Certified Public Accountant (CPA) tätig. Seine Aufgaben umfassten Bereiche wie Finanzen, Strategie und Unternehmensführung. In den knapp sieben Jahren seiner Anstellung bei PwC befasste sich Thompson mit Themen des Rechnungswesens, der Wirtschaftsprüfung und der Unternehmensberatung.

### Karriere bei der UnitedHealth

#### Laufbahn

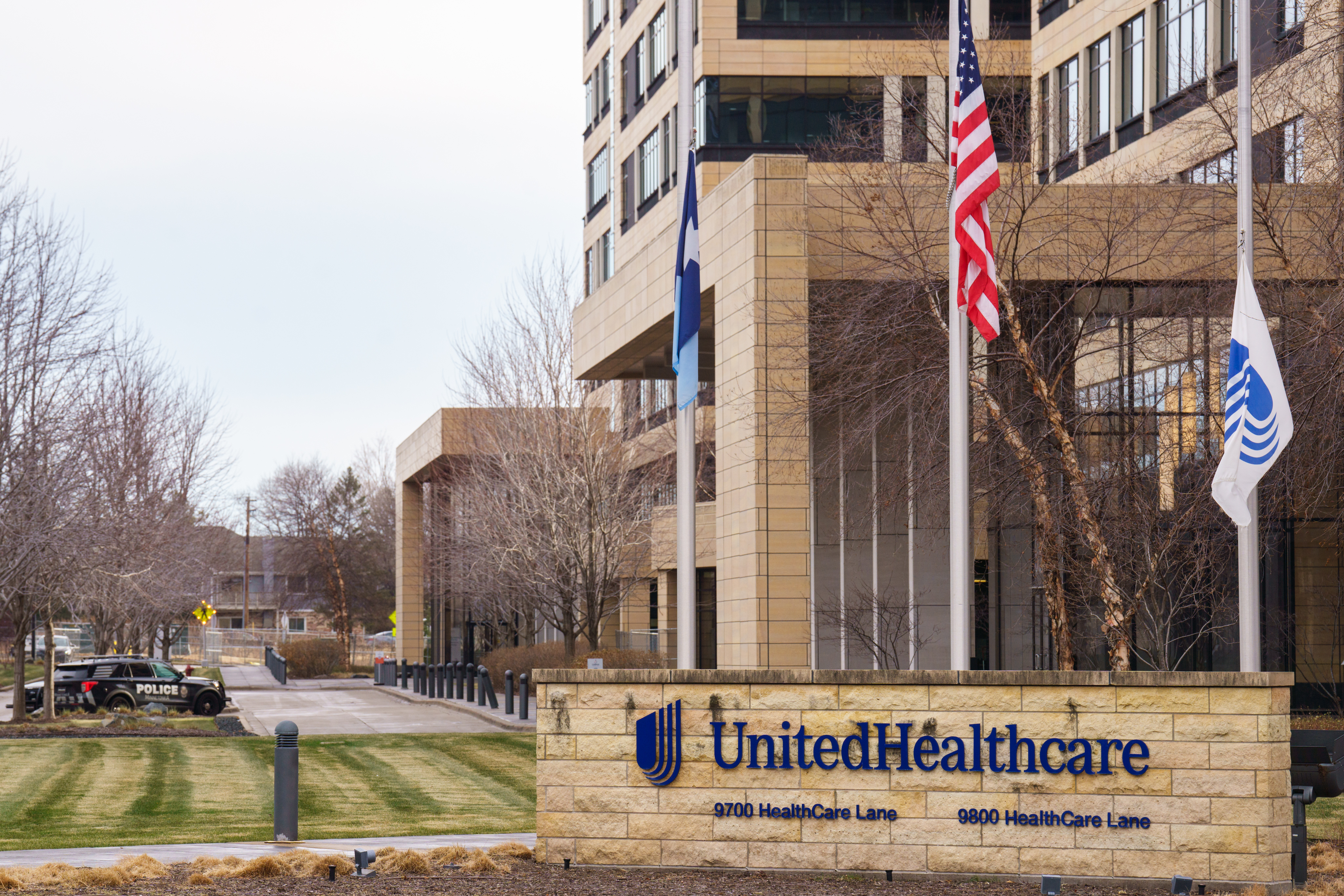
Hauptsitz der UnitedHealthcare

Thompson begann seine Karriere bei der UnitedHealth im Jahr 2004 und übernahm im Laufe von zwei Jahrzehnten verschiedene Führungspositionen, bevor er im April 2021 zum Chief Executive Officer (CEO) der UnitedHealthcare, der Krankenversicherungs-Tochter des Unternehmens und größten privaten Krankenversicherung der Vereinigten Staaten, ernannt wurde. In dieser Rolle war er für die Leitung eines Geschäftsbereichs verantwortlich, der rund 140.000 Mitarbeiter umfasste und maßgeblich zum Erfolg des Mutterkonzerns beitrug. Unter seiner Führung erzielte die UnitedHealthcare im Jahr 2023 einen Umsatz von über 281 Milliarden US-Dollar, was mehr als zwei Drittel des Gesamterlöses der UnitedHealth ausmachte. Die Gewinne des Unternehmens stiegen während seiner Amtszeit von 12 Milliarden US-Dollar im Jahr 2021 auf 16 Milliarden US-Dollar im Jahr 2023.
Thompson spielte eine zentrale Rolle bei der Weiterentwicklung des wertorientierten Gesundheitsmodells, das darauf abzielte, die Vergütung von Leistungserbringern stärker auf Prävention und Effizienz auszurichten. Diese Strategie sollte dazu beitragen, das Gesundheitssystem für Patienten zugänglicher und kosteneffizienter zu gestalten. Darüber hinaus setzte das Unternehmen unter seiner Leitung verstärkt auf den Einsatz neuer Technologien wie künstlicher Intelligenz, um Prozesse wie die Leistungsabrechnung zu optimieren und effizienter zu gestalten.
Vor seiner Ernennung zum CEO hatte Thompson verschiedene leitende Positionen innerhalb des Unternehmens inne, darunter als Leiter der Abteilung für Regierungsprogramme, die Medicaid- und Medicare-Dienste umfasste. Seine Karriere bei der UnitedHealth begann er als Direktor für Corporate Development, wo er sich auf Fusionen und Übernahmen konzentrierte. In dieser Funktion war er an Transaktionen im Wert von über 20 Milliarden US-Dollar beteiligt.
Als CEO der UnitedHealthcare erhielt Thompson eine Gesamtvergütung in Höhe von 9,6 Millionen US-Dollar im Jahr 2021, 9,8 Millionen US-Dollar im Jahr 2022 und 10,2 Millionen US-Dollar im Jahr 2023.

#### Kontroversen
Während seiner Karriere bei der UnitedHealth war Thompson in mehrere Kontroversen verwickelt. Im Mai 2024 wurde er zusammen mit anderen Führungskräften in einer Sammelklage des Plaintiff City of Hollywood Firefighters’ Pension Fund wegen angeblichen Insiderhandels und Betrugs angeklagt. Er wurde beschuldigt während der Übernahme des Versicherers Change Healthcare Unternehmensaktien im Wert von über 15 Millionen Dollar verkauft zu haben, kurz bevor das US-Justizministerium eine kartellrechtliche Untersuchung gegen die UnitedHealth wieder aufnahm. Laut Klageschrift sollen Thompson und andere Führungskräfte diese Information den Investoren vorenthalten haben, was zu erheblichen Verlusten für die Aktionäre geführt habe. Die demokratischen Senatoren Elizabeth Warren und Ed Markey forderten daraufhin die US-Börsenaufsicht (SEC) auf, den Fall zu untersuchen. Das juristische Verfahren dauerte beim Tod Thompsons noch an.
Thompsons Amtszeit als CEO von UnitedHealthcare war auch von Kritik an der Geschäftspraxis des Unternehmens geprägt. 2021 wurde er in einem offenen Brief der American Hospital Association für einen Plan kritisiert, Zahlungen für als nicht kritisch eingestufte Besuche in Notaufnahmen zu verweigern. Unter seiner Führung begann UnitedHealthcare zudem, künstliche Intelligenz zur Automatisierung von Leistungsablehnungen einzusetzen, was zu Vorwürfen führte, Patienten würde ohne Rechtfertigung der Zugang zu medizinischer Versorgung verwehrt. Eine Sammelklage vom November 2023 behauptete, das Unternehmen habe wissentlich ein KI-Modell mit einer Fehlerquote von 90 % eingesetzt. Thompsons Amtszeit war auch von einer Zunahme der Ablehnungen von Leistungsanträgen für die Nachsorge gekennzeichnet, deren Rate sich zwischen 2020 und 2022 mehr als verdoppelte.

#### Management-Stil
Laut einem im CEO Today Magazine publizierten Nachruf prägte Thompson während seiner Karriere bei der UnitedHealth einen datengesteuerten und innovationsorientierten Führungsstil.

## Privatleben
Thompson führte ein zurückgezogenes Privatleben in Maple Grove, einem Vorort von Minneapolis im US-Bundesstaat Minnesota. Er war mit der Physiotherapeutin Paulette „Pauley“ Thompson, geb. Reveiz, verheiratet. Aus der Ehe gingen zwei Söhne hervor. Obwohl Thompson und seine Frau seit Jahren getrennt lebten, wohnten sie nur einen Block voneinander entfernt.

## Erschießung Thompsons am 4. Dezember 2024

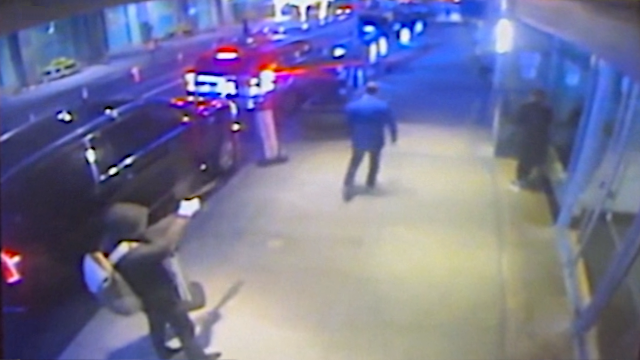
Thompsons Ermordung, aufgenommen von einer Überwachungskamera

Thompson wurde am 4. Dezember 2024 um 6:45 Uhr morgens erschossen, als er auf der West 54th Street zwischen 6th und 7th Avenue in Richtung Hilton Hotel in Midtown Manhattan entlang ging, wo er an einer Videokonferenz mit Investoren teilnehmen wollte. Der maskierte Täter erschoss Thompson von hinten mit einer schallgedämpften Pistole. Daraufhin floh er mit einem Fahrrad zum Central Park, wo er zum letzten Mal von Zeugen gesehen wurde. Mehrere Fotos von Überwachungskameras zeigten den Täter mit tief ins Gesicht gezogener Kapuze, und meist mit Mundschutz, so dass maximal die Mund- und Nasenpartie zu erkennen war. Die Identität des Täters blieb zunächst unbekannt.
Nach ersten Ermittlungen reiste der Täter mit einem Greyhound-Bus, dessen Route in Atlanta begann, nach New York. Dort checkte er, unter Vorlage eines gefälschten Führerscheins aus New Jersey, in ein Hostel ein. Eric Adams, der New Yorker Bürgermeister mit jahrzehntelanger Polizeikarriere, äußerte am Folgetag der Tat, die Verwendung einer schallgedämpften Waffe sei ungewöhnlich und ein deutlicher Hinweis darauf, dass die Tat geplant gewesen sei.
Auf den Patronenhülsen, die der Täter zurückgelassen hatte, fanden sich die Worte „delay“ (‚verzögern‘), „deny“ (‚verweigern‘) und „depose“ (‚[jemanden] absetzen‘). Die Worte erinnerten an den Ausdruck „delay, deny, defend“ (‚verzögern, verweigern, verteidigen‘), mit dem Kritiker ein Verhaltensmuster von Versicherungen beschreiben, durch das die Genehmigung von teuren Versicherungsleistungen verzögert oder unterbunden werden solle. Der Ausdruck ist auch Titel eines Buches des emeritierten Rechtsprofessors Jay Feinman der Rutgers University. Dies ließ einen persönlichen Racheakt aufgrund verweigerter Versicherungsleistungen als Tatmotiv möglich erscheinen. Kritiker des US-amerikanischen Gesundheitssystems merkten an, dass mittlerweile eine große Zahl von Menschen nicht mehr in der Lage seien, ihre exorbitanten Rechnungen für medizinische Behandlungen zu bezahlen. Die Vereinigten Staaten hätten eine regelrechte medizinische Schuldenkrise. Vertreter von Sicherheitsfirmen äußerten sich erstaunt, dass Thompson ohne Personenschutz unterwegs gewesen war. Derzeit gäbe es „eine Menge Verärgerung [über Krankenversicherungsunternehmen] in den Vereinigten Staaten“. In den Sozialen Medien gab es nach der Mordtat eine Vielzahl von Kommentaren, die sich über das Verhalten von privaten Krankenversicherungen beklagten, die mit allen Mitteln versuchen würden, den Versicherten teure Behandlungen vorzuenthalten.
Am 8. Dezember, vier Tage nach dem Verbrechen, wurden zusätzliche Aufnahmen eines Verdächtigten veröffentlicht. Diese wurden von der Innenkamera eines Taxis aufgenommen. Ebenso wurde bekannt, dass der Rucksack des Täters gefunden wurde; dieser enthielt Monopoly-Geld. Am 10. Dezember 2024 wurde der 26-jährige Luigi Mangione als Tatverdächtiger festgenommen, nachdem er von einem Angestellten in einer McDonald’s-Filiale in Altoona, Pennsylvania erkannt worden war. Bei der Festnahme trug Mangione eine sogenannte ghost gun mit Schalldämpfer bei sich, also eine Schusswaffe, die selbst zu Hause zusammengebaut werden kann und deren Teile mit einem 3D-Drucker hergestellt werden können. Derartige Waffen tragen keine Seriennummern und sind von Strafverfolgern nur schwer zum Eigentümer rückzuverfolgen. Außerdem wurden bei ihm laut Polizei Altoona drei handgeschriebene Seiten sichergestellt, in denen sich der Autor sehr ablehnend gegenüber dem rücksichtslosen Verhalten der amerikanischen Gesundheitswirtschaftsbranche äußerte.
Verschiedene Medien wiesen auf Ähnlichkeiten des Mordes mit einer 2019 erschienenen Kurzgeschichte Cory Doctorows hin.